# Шикилдацька сільська адміністрація
Шикилда́цька сільська адміністрація (каз. Шиқылдақ ауылдық әкімдігі, рос. Шикылдакская сельская администрация) — адміністративна одиниця у складі Екібастузької міської адміністрації Павлодарської області Казахстану. Адміністративний центр та єдиний населений пункт — село Шикилдак.
Населення — 479 осіб (2021; 520 у 2009, 720 у 1999, 1133 у 1989).
Станом на 1989 рік існувала Комсомольська сільська рада (села Жарсор, Карабудур, Комсомольське, Шикилдак) колишнього Екібастузького району. Село Карабудур було ліквідовано 2000 року, село Комсомольське — 2006 року. 2012 року Комсомольський сільський округ перетворено в сільську адміністрацію.

## Склад
До складу адміністрації входять такі населені пункти:
| Населений пункт     | Старі назви   | Населення, осіб (1989) | Населення, осіб (1999) | Населення, осіб (2009) | Населення, осіб (2021) |
| ------------------- | ------------- | ---------------------- | ---------------------- | ---------------------- | ---------------------- |
| Жарсор, село        | -             | 137                    | -                      | -                      | -                      |
| Карабудур, село     | -             | 21                     | -                      | -                      | -                      |
| Комсомольське, село | Шикилдак      | 164                    | 180                    | -                      | -                      |
| Шикилдак, село      | Комсомольське | 811                    | 540                    | 520                    | 479                    |